# Salomonstjärnarna
Salomonstjärnarna är en sjö i Örnsköldsviks kommun i Ångermanland och ingår i Husåns huvudavrinningsområde.